# 普定県
普定県（ふてい-けん）は中華人民共和国貴州省安順市に位置する県。

## 行政区画
下部に4街道、6鎮、3民族郷を管轄する。
- 街道
  - 定南街道、穿洞街道、黄桶街道、玉秀街道
- 鎮
  - 馬官鎮、化処鎮、馬場鎮、白岩鎮、坪上鎮、鶏場坡鎮
- 民族郷
  - 補郎ミャオ族郷、猴場ミャオ族コーラオ族郷、猫洞ミャオ族コーラオ族郷

## 交通

### 鉄道
- 中国国家鉄路集団
  - 安六高速線（中国語版）

（六盤水方面）- 黄桶北駅 -（貴陽方面）
- - 滬昆線

（昆明方面）- 化処駅 - 黄桶駅 -（貴陽方面）
- 隆黄線

（織金方面）- 羊場駅 - 大樹脚駅 - 普定駅 - 黄桶駅

### 道路
- 高速道路
  - S55 遵望高速道路
  - S86 普安高速道路